# Assegno di inclusione e Supporto per la formazione e il lavoro
L'Assegno di Inclusione (AdI) e il Supporto per la Formazione e il Lavoro (SFL) sono due sussidi amministrati dalla Repubblica Italiana, istituiti dal Governo Meloni tramite il decreto-legge 4 maggio 2023, nº 48 (convertito in legge, con modificazioni, dalla legge 3 luglio 2023, nº 85) ed erogati a partire rispettivamente dal 1º gennaio 2024 e dal 1º settembre 2023; fungono da misure sostitutive del cosiddetto reddito di cittadinanza.

## Descrizione

### Assegno di inclusione
L'assegno di inclusione è percepibile da nuclei familiari che abbiano un'ISEE pari o inferiore ai 9 360 euro e che annoverino fra i loro membri minori, disabili o persone ultrasessantenni. 
L'entità base del sussidio è pari a 500 euro al mese (630 per i nuclei familiari composti esclusivamente da persone che abbiano raggiunto i sessantasette anni di età). 
Il nucleo familiare perde il sussidio qualora uno dei suoi membri abili al lavoro rifiuti un'offerta lavorativa "congrua". Sono definite "congrue" tutte le offerte a tempo indeterminato, così come le offerte a tempo determinato che designano come luogo di lavoro una zona distante meno di 80 chilometri dall'abitazione del percettore.

### Supporto per la formazione e il lavoro
Il Supporto per la formazione e il lavoro è percepibile da persone di età compresa fra i 18 e i 59 anni che hanno un'ISEE pari o inferiore ai 6 000 euro e non soddisfano i requisiti necessari per usufruire dell'assegno di inclusione. La sua entità è pari a 350 euro e l'erogazione è legata alla partecipazione a percorsi di formazione lavorativa. Il rifiuto di una qualunque offerta di lavoro determina la perdita del sussidio.